# الصريح (المضاربة والعارة)

تعديل مصدري - تعديل

الصريح هي إحدى قرى عزلة العارة بمديرية المضاربة والعارة التابعة لمحافظة لحج، بلغ تعداد سكانها 631 نسمة حسب تعداد اليمن لعام 2004.